# Авдеевка (Тамбовская область)
Авде́евка — село в Тамбовском районе Тамбовской области России. Административный центр Авдеевского сельсовета.

## География
Село находится в центральной части Тамбовской области, в лесостепной зоне, на автомобильной трассе P119, на расстоянии примерно 40 км (по прямой) к юго-западу от города Тамбов, административного центра области и района.

### Климат
Климат умеренно континентальный, относительно сухой, с холодной продолжительной зимой и тёплым летом. Средняя температура воздуха самого холодного месяца (января) — −11,3 °C; самого тёплого месяца (июля) — 20,4 °C. Безморозный период длится 142—147 дней. Среднегодовое количество атмосферных осадков составляет 510 мм, из которых 292 мм выпадает в период с апреля по октябрь. Продолжительность залегания снежного покрова составляет в среднем 134 дня.

## История
Упоминается в 1911 году как хутор купца Авдеева.

## Население
| 2002 | 2010  |
| ---- | ----- |
| 1319 | ↗1396 |

### Национальный состав
Согласно результатам переписи 2002 года, в национальной структуре населения русские составляли 98 % из 1319 чел.

## Улицы
| - ул. Весенняя, - ул. Гагарина, - ул. Зелёная, - ул. Коммунальная, | - ул. Молодёжная, - ул. Рабочая, - ул. Садовая, - ул. Советская. |